# Huyện của Bắc Síp
Bắc Síp được chia thành sáu huyện, các huyện lại được chia tiếp thành 12 phân khu. Người quản lý mỗi huyện là thống đốc. Vào ngày 27 tháng 12 năm 2016, Hội đồng lập pháp Bắc Síp nhất trí quyết định rằng phân khu Lefke tách khỏi huyện Güzelyurt để hình thành huyện Lefke, đây là huyện thứ sáu của Bắc Síp.
| Huyện      | Bản đồ | Phân khu                            | Thủ phủ     |
| ---------- | ------ | ----------------------------------- | ----------- |
| Lefkoşa    |        | - Lefkoşa - Değirmenlik             | Bắc Nicosia |
| Gazimağusa |        | - Mağusa - Akdoğan - Geçitkale      | Famagusta   |
| Girne      |        | - Girne - Çamlıbel                  | Kyrenia     |
| Güzelyurt  |        | - Güzelyurt                         | Morphou     |
| İskele     |        | - İskele - Mehmetçik - Yeni Erenköy | Trikomo     |
| Lefke      |        | - Lefke                             | Lefka       |